# Champignelles
Champignelles è un comune francese di 911 abitanti situato nel dipartimento della Yonne nella regione della Borgogna-Franca Contea.

## Storia

### Simboli
Lo stemma comunale riprende il blasone di Robert I de Courtenay (1168-1239), antico signore di Champignelles.

## Società

### Evoluzione demografica
Abitanti censiti

## Amministrazione

### Gemellaggi
- Guardea